# Albedo geométrico
O albedo geométrico de um objeto astronômico é a razão entre o seu brilho real no ângulo de fase zero (isto é, conforme visto a partir da fonte de luz) e aquele de um disco plano ideal, totalmente refletor, com espalhamento difuso (lambertiano), com a mesma seção.
O espalhamento difuso implica que a radiação é refletida isotropicamente, sem nenhuma memória da localização da fonte de luz incidente.
O ângulo de fase zero corresponde a um olhar na direção da iluminação. Para observadores na Terra, isto ocorre quando o objeto em questão está em oposição e sobre a eclíptica.
O albedo geométrico visual se refere ao valor do albedo geométrico quando se considera somente a radiação eletromagnética do espectro visível.

## Objetos sem ar
Os materiais da superfície (regolitos) de objetos sem ar (na realidade, a maioria dos objetos do Sistema Solar) são fortemente não lambertianos e exibem o efeito da oposição, que é a tendência a refletir a luz diretamente de volta a sua fonte, em vez de espalhar a luz de forma difusa.
O albedo geométrico desses objetos pode ser difícil de determinar por causa disso, pois a sua refletância é fortemente concentrada em uma pequena faixa de ângulos de fase próximos a zero. A dimensão deste pico varia bastante entre os objetos e somente pode ser encontrada fazendo-se medições em ângulos de fase suficientemente pequenos. Essas medições são geralmente difíceis devido à necessidade de colocação precisa do observador muito próximo da luz incidente. Por exemplo, a Lua nunca é vista da Terra exatamente do ângulo de fase zero, pois neste momento ela está sendo eclipsada. Outros objetos do Sistema Solar geralmente não são vistos exatamente no ângulo de fase zero mesmo em oposição, a não ser que eles estejam simultaneamente localizados no nodo ascendente ou descendente de suas órbitas e, portanto, encontrem-se sobre a eclíptica. Na prática, medições em pequenos ângulos de fase diferentes de zero são usadas para calcular os parâmetros que caracterizam as propriedades da refletância direcional para o objeto (parâmetros Hapke). A função de refletância descrita por esses parâmetros pode então ser extrapolada para o ângulo de fase zero para se obter uma estimativa para o albedo geométrico.
Para objetos muito brilhantes, sólidos e sem ar como as luas de Saturno Encélado e Tétis, cuja refletância total (albedo de Bond) é próxima a um, um forte efeito da oposição se combina com o alto albedo de Bond para dar-lhes um albedo geométrico acima da unidade (1,4 no caso de Encélado). A luz é preferencialmente refletida diretamente de volta para a sua fonte mesmo em pequenos ângulos de incidência, como na borda ou em um declive, enquanto uma superfície lambertiana espalharia a radiação de forma muito mais vasta. O albedo geométrico maior que um significa que a intensidade da luz espalhada de volta para a fonte por unidade de ângulo sólido é maior do que a que seria possível para qualquer superfície lambertiana.

## Definições equivalentes
Para o hipotético caso de uma superfície plana, o albedo geométrico é o albedo da superfície quando a iluminação é fornecida por um feixe de radiação que chega perpendicularmente à superfície.